# Meredith Rainey-Valmon
Meredith Rainey-Valmon (née le 15 octobre 1968 à New York) est une athlète américaine, spécialiste du 800 mètres. Elle est l'épouse de Andrew Valmon.

## Biographie
Cinquième des Championnats du monde 1993 et 1995, elle remporte le titre du 800 m des Jeux panaméricains de 1995, à Mar del Plata, dans le temps de 1 min 59 s 44. Elle participe à deux Jeux olympiques consécutifs, en 1992 et 1996, mais ne parvient pas à se qualifier pour la finale.
Elle remporte trois titres de championne des États-Unis en plein air en 1990, 1995 et 1996.
Son record personnel en plein air, établi lors des sélections olympiques américaines de 1996, à Atlanta, est de 1 min 57 s 04.

### Palmarès
| Date | Compétition                    | Lieu          | Résultat | Épreuve |
| ---- | ------------------------------ | ------------- | -------- | ------- |
| 1991 | Championnats du monde en salle | Séville       | 6e       | 800 m   |
| 1993 | Championnats du monde          | Stuttgart     | 5e       | 800 m   |
| 1995 | Jeux panaméricains             | Mar del Plata | 1re      | 800 m   |
| 1995 | Championnats du monde          | Göteborg      | 5e       | 800 m   |
| 1999 | Championnats du monde en salle | Maebashi      | 4e       | 800 m   |
| 1999 | Jeux panaméricains             | Winnipeg      | 3e       | 800 m   |

### Records
| Épreuve | Épreuve      | Performance   | Lieu     | Date         |
| ------- | ------------ | ------------- | -------- | ------------ |
| 800 m   | En plein air | 1 min 57 s 04 | Atlanta  | 17 juin 1996 |
| 800 m   | En salle     | 1 min 59 s 11 | Maebashi | 7 mars 1999  |